# تپه امامزاده افضل
تپه امامزاده افضل مربوط به دوره قاجار است و در شهرستان تاکستان، بخش ضیاءآباد واقع شده و این اثر در تاریخ ۲۵ اسفند ۱۳۷۸ با شمارهٔ ثبت ۲۶۲۳ به‌عنوان یکی از آثار ملی ایران به ثبت رسیده است.